# Kubakrokodil
Das Kuba- oder Rautenkrokodil (Crocodylus rhombifer) ist eine Spezies aus der Familie der Echten Krokodile, der als Endemit in den Süßwasser-Sümpfen der Karibikinsel Kuba lebt. Die Art hybridisiert mit dem nahe verwandten Spitzkrokodil und ist vom Aussterben bedroht.

## Merkmale
Das Kubakrokodil erreicht eine maximale Körperlänge von etwa 3,50 Metern, soll jedoch nach Berichten aus dem 19. Jahrhundert auch bis zu fünf Metern lang werden. Die Schnauze dieser Art weist sowohl im Bereich der Nasenlöcher als auch an den Augen eine Wölbung auf, die diese sehr kurz wirken lassen. Hinter den Augen besitzen die Tiere charakteristische Vorsprünge, die ein wenig an Hörner erinnern. Die Färbung der Jungtiere ist ein sattes Goldbraun mit einer schwarzen Zeichnung aus Flecken und Querbändern, die erwachsenen Tiere sind dunkelgrau bis schwarz und haben goldgelbe Flecken.

## Verbreitung

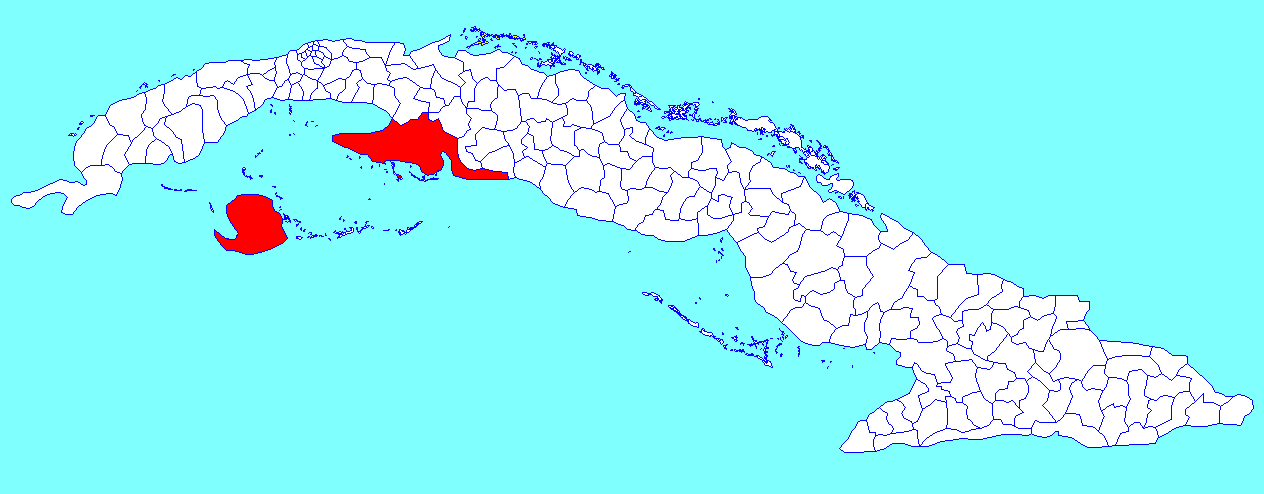
Habitate auf Kuba

Als Endemit ist das Verbreitungsgebiet der Kubakrokodile auf die Insel Kuba beschränkt. Hier findet man sie nur noch im Gebiet der Sümpfe der Zapata-Halbinsel sowie auf der Isla de la Juventud. Bis in das 19. Jahrhundert waren sie weiter verbreitet und man konnte sie auch südlich der Hauptstadt Havanna und in der Umgebung von Pinar del Río antreffen. Außerdem wurden Fossilien auf Grand Cayman gefunden.

## Lebensweise

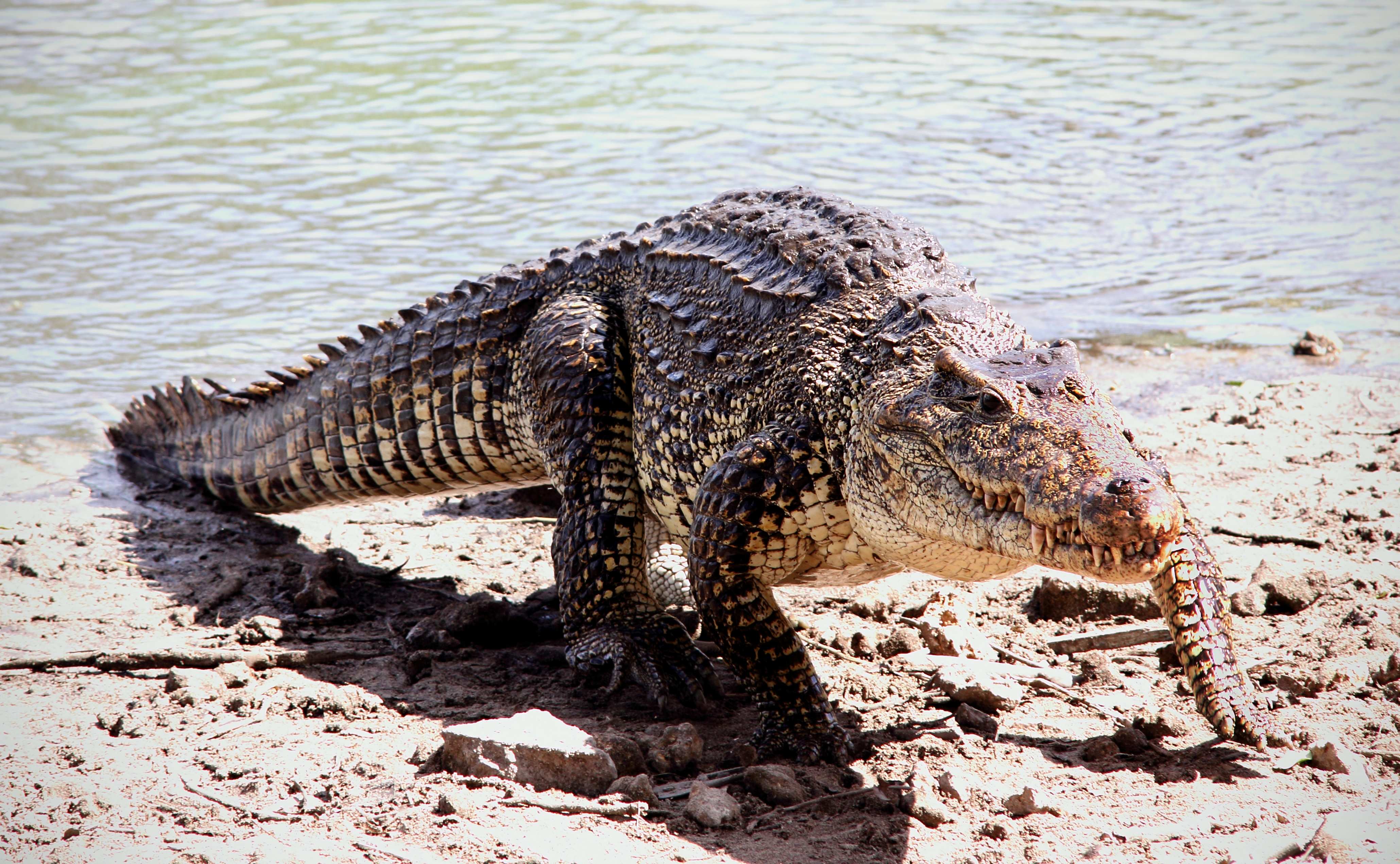
Kubakrokodil im Hochgang an Land

Über die Biologie der Kubakrokodile ist nur sehr wenig bekannt. Wie die Spitzkrokodile (Crocodylus acutus) legen auch sie Grubennester an. Sie ernähren sich von Fischen, Schildkröten und kleinen Säugetieren. Das Kubakrokodil geht öfter im Hochgang als andere Krokodile und hat auch kräftigere Beine. Fossilien von kubanischen Riesenfaultieren zeigen außerdem Bissmarken von Kubakrokodilen. Das weist darauf hin, dass dieses Krokodil durch seine starken Beine und frühere Größe fähig war, größere Beute an Land zu jagen.

## Gefährdung
Die Zahl der erwachsenen Tiere des Kubakrokodils wird auf 2400 Tiere geschätzt. Der Bestand ist vor allem wegen des stark begrenzten Verbreitungsgebiets anfällig, weswegen die Art vom IUCN auf der Roten Liste der gefährdeten Arten als vom Aussterben bedroht eingestuft wird. Die Hauptgefährdungsursachen sind Bejagung und die Hybridisierung mit dem Spitzkrokodil.